# Trädande

Trädnymf i grekisk mytologi (målning av Evelyn De Morgan)

Trädandar är naturandar, som till exempel sylfer. De nämns i den grekiska mytologin och räknas där till nymferna (dryader, hamadryader). De är också kända i den egyptiska mytologin genom kärleksgudinnan Hathor, som hade en speciell relation till det heliga sykomorträdet och även avbildades som en trädande. Enterna i J.R.R. Tolkiens Ringarnas herre är också trädväsen.
Trädandar anses vara av kvinnligt kön och framställs ofta som unga flickor. Naturandar av detta slag har dyrkats framför allt i grotthelgedomar (nymfeer). Trädandar besjälar träd och växter, som därmed kommer närmare gudarna och människorna. De är bofasta väsen och deras existens hänger ihop med trädet eller skogen som hyser dem. Blir träd och ande åtskilda, så lider båda. 
Redan på Karl den stores tid var det förbjudet att ge offergåvor till träd eller att tillbedja andarna som bor i träd och källor. Detta fastställdes 782 i saxarnas kapitulationsfördrag. Även kyrkomötet i Trier 1227 påbjöd att man inte fick dyrka träd och källor.